# Westland Woodpigeon
Le Westland Woodpigeon (pigeon voyageur) est un avion léger biplan construit par le constructeur britannique Westland Aircraft pour rivaliser dans les Lympne light aircraft trials (en), organisées pour encourager le développement de l'aviation légère à usage privé.

## Conception et développement
Le Woodpigeon était un biplan classique en bois propulsé par un moteur Bristol Cherub III (en) de 32 ch (24 kW).
Deux avions ont été construits, le second avion, immatriculé G-EBJV a volé dans le concours Lympne  mais n'a pas réussi. Ce deuxième avion a été remotorisé avec un moteur ABC Scorpion (en) de 30 ch (22 kW) et a augmenté son envergure en 1926 pour le concours Lympne 1926, mais encore une fois, n'a pas réussi.

En 1927, les deux avions ont été remotorisés avec un moteur en étoile Anzani 6 (en) de 60 ch (45 kW) et re-désignés comme Woodpigeon II.

## Variantes
Woodpigeon I
Variante motorisée par un Bristol Cherub III (en), deux construits.
Woodpigeon II
Deux Woodpigeon sont re-motorisés avec des moteurs Anzani (en).